# Mara Yamauchi

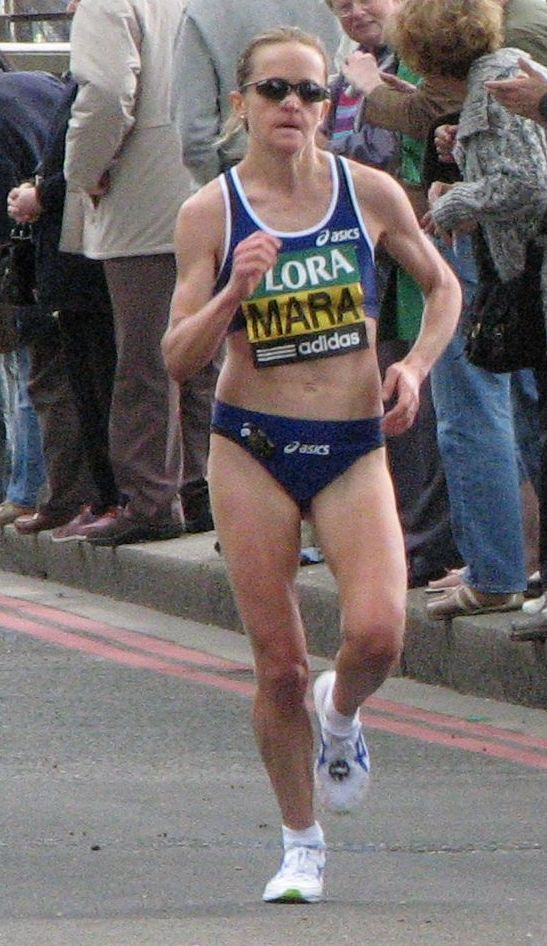
Mara Yamauchi beim London-Marathon 2009

Mara Yamauchi (geb. Myers; * 13. August 1973 in Oxford) ist eine ehemalige britische Langstreckenläuferin. Sie lief nach der Weltrekordlerin Paula Radcliffe die zweitschnellste Zeit einer Britin auf der Marathonstrecke.
Sie wurde benannt nach dem Fluss Mara in Kenia, wo ihre Eltern insgesamt 25 Jahre gelebt haben und sie selbst ihre ersten zehn Jahre verbrachte.
Mit ernsthaftem Lauftraining begann sie als Studentin. Nach ihrem Master’s Degree in politischer Ökonomie an der London School of Economics and Political Science trat sie 1996 in die Dienste des Foreign and Commonwealth Office. 1998 wurde sie englische Meisterin im Crosslauf. Im selben Jahr wurde sie nach Japan versetzt und setzte mit dem Laufen aus. 2002 heiratete sie den Japaner Shigetoshi Yamauchi.
2003 kehrte sie nach England zurück und begann halbtags zu arbeiten, um sich wieder dem Laufen zu widmen. 2006 wurde sie unbezahlt vom Außenministerium freigestellt, um sich auf die Olympischen Spiele 2008 vorzubereiten, und zog nach Japan um.
Nach einem zehnten Platz beim London-Marathon in 2:31:52 h wurde sie für die Leichtathletik-Weltmeisterschaften 2005 in Helsinki nominiert, bei der sie den 18. Platz belegte. Im selben Jahr steigerte sie sich als Fünfte des Tokyo International Women’s Marathon auf 2:27:38 h. Noch schneller war sie in den beiden nächsten Jahren in London, wo sie in 2:25:13 und 2:25:41 jeweils den sechsten Platz belegte – von Paula Radcliffe abgesehen die schnellsten Zeiten, die bis dahin eine britische Läuferin erzielt hatte. Bei den Commonwealth Games 2006 gewann sie im 10.000-Meter-Lauf die Bronzemedaille in ihrer persönlichen Bestzeit von 31:49,40 min. Beim Marathon der WM 2007 in Ōsaka wurde sie Neunte.
Ihr größter Erfolg bislang ist der Sieg beim Osaka Women’s Marathon 2008, bei dem sie ihren persönlichen Rekord auf 2:25:10 h schraubte. Bei den Olympischen Spielen in Peking belegte sie in 2:27:29 h als beste Britin den sechsten Rang im Marathon. Im November wurde sie in 2:25:03 h Dritte bei der letzten Austragung des Tokyo International Women’s Marathon.
2009 siegte sie im Februar beim Kagawa-Marugame-Halbmarathon in persönlicher Bestzeit von 1:08:29 h. Im April belegte sie beim London-Marathon hinter der Deutschen Irina Mikitenko den zweiten Platz in 2:23:12 h und unterbot damit ihre persönliche Bestleistung um fast zwei Minuten. 2010 gewann sie den Ōme-Marathon über 30 km, nachdem sie bei diesem Wettbewerb schon 2006, 2007 und 2009 über 10 km gesiegt hatte. Danach stellte sie beim New-York-City-Halbmarathon mit 1:09:25 einen Streckenrekord auf. 2013 trat sie vom Leistungssport zurück.
Mara Yamauchi ist 1,62 m groß und wog zu Wettkampfzeiten 50 kg. Sie startete in England für den Harrow AC und in Japan für den Second Wind AC.

## Persönliche Bestzeiten
- 5000 m: 15:28,58 min, 24. Juni 2006, Solihull
- 10.000 m: 31:49,40 min, 21. März 2006, Melbourne
- Halbmarathon: 1:08:29 h, 1. Februar 2009,	Marugame
- Marathon: 2:23:12 h, 26. April 2009, London